# シャルル・ル・ゴビアン
シャルル・ル・ゴビアン（Charles Le Gobien、1652年12月22日 - 1708年3月5日）は、イエズス会の神父、著述家。

## 生涯
フランスのサン・マロ出身で、1671年にイエズス会に入会。同会の中国伝道団の代理人として珍しい資料を探し求め、次々に公刊した。
イエズス会伝道団と他の伝道団のあいだで生じた典礼問題に関しては、同じイエズス会のル・コントを擁護した。 
1702年に『中国ならびに東インドについてのイエズス会伝道団の手紙』を公刊、これが好評だったため、『教化的で珍しい手紙(Lettres édifiantes et curieuses)』としてシリーズ化し、パリで亡くなるまでその出版を続けた。ル・ゴビアン神父没後、この事業はデュ・アルド神父に、同神父の没後はその後継者へと引き継がれ、1776年までに34巻が出版された。このシリーズは、フランスならびにヨーロッパの中国に研究の基礎資料の一つとして活用され、ヴォルテール、モンテスキューからも称賛された。
ル・ゴビアン神父の没後、オーストリアでも同様の事業が企画され、1720年、イエズス会のシュテックライン神父が『Neuer Welt-Bott』を出版した。

## 出版
- 1697年、『中国における宗教の進歩についての手紙』
- 1698年、『キリスト教を優遇する中国皇帝の勅令の話、中国人が孔子ならびに故人によせる敬意についての説明付き』
- 1700年、『パリ大学神学部の博士への手紙』
- 1700年、『キリスト教に新たに帰依したマリアナ諸島の話』
- 1702年、『中国ならびに東インドについてのイエズス会伝道団の手紙』